# Tour de Lleida
Le Tour de Lleida (en catalan : Volta Ciclista Internacional a Lleida) est une course cycliste par étapes espagnole disputée dans la Province de Lérida.
Créé en 1942, le Tour de Lleida intègre l'UCI Europe Tour en 2005 en catégorie 2.2. Non disputé durant cinq ans, l'épreuve refait son apparition en 2014 sous la forme d'une course d'un jour, avant de redevenir une course par étapes.
Thierry Elissalde demeure, depuis 1996, le seul Français vainqueur de cette épreuve.

## Palmarès
| 1942      | Baltasar Tarrós       |                       |                        |  |  |
| 1943      | Baltasar Tarrós       |                       |                        |  |  |
| 1944      | Ramón Massano         |                       |                        |  |  |
| 1945      | Joan Calucho (en)     |                       |                        |  |  |
| 1946      | Emilio Mediano        |                       |                        |  |  |
| 1947      | pas de course         | pas de course         | pas de course          |  |  |
| 1948      | Joan Calucho (en)     |                       |                        |  |  |
| 1949-1954 | pas de course         | pas de course         | pas de course          |  |  |
| 1955      | J. Casals             |                       |                        |  |  |
| 1956      | Lluís Gras            |                       |                        |  |  |
| 1957      | Andreu Carulla        |                       |                        |  |  |
| 1958      | Domingo Ferrer        |                       |                        |  |  |
| 1959      | Angelino Soler        |                       |                        |  |  |
| 1960-1963 | pas de course         | pas de course         | pas de course          |  |  |
| 1964      | Sebastià Segú         |                       |                        |  |  |
| 1965      | Lluís Mayoral         |                       |                        |  |  |
| 1966      | Eugenio Lisarde       |                       |                        |  |  |
| 1967      | Joaquín Pérez         |                       |                        |  |  |
| 1968      | R. Iglesias           |                       |                        |  |  |
| 1969      | Antonio Martos        |                       |                        |  |  |
| 1970      | José Pesarrodona      |                       |                        |  |  |
| 1971      | Javier Mínguez (es)   |                       |                        |  |  |
| 1972      | Juan Pujol            |                       |                        |  |  |
| 1973      | Ramón Medina          |                       |                        |  |  |
| 1974      | Jesús Líndez          | José Nazabal          | Jesús López Carril     |  |  |
| 1975      | Fernando Cabrero      |                       |                        |  |  |
| 1976      | José Luis Mayoz       |                       |                        |  |  |
| 1977      | Faustino Rupérez      |                       |                        |  |  |
| 1978      | Francesc Sala (ca)    | Pedro Delgado         | José Recio             |  |  |
| 1979      | Antonio Coll          |                       |                        |  |  |
| 1980      | Jaime Vilamajó        | Jerónimo Ibáñez       |                        |  |  |
| 1981      | Alex Debremaecker     |                       |                        |  |  |
| 1982      | Miguel Ángel Iglesias |                       | José Luis Navarro      |  |  |
| 1983      | José Luis Navarro     | Juan Alberto Reig     | Antonio Llopis         |  |  |
| 1984      | José Luis Alonso      |                       |                        |  |  |
| 1985      | Emilio García         | Javier Ruiz Francés   | Martí Urpina           |  |  |
| 1986      | Javier Ruiz Francés   | Joaquín Llach         | José López San Julián  |  |  |
| 1987      | José Pedrero (es)     | Marc Brock            |                        |  |  |
| 1988      | Dimitri Zhdanov       | Evgueni Berzin        | Juan Francisco Guillén |  |  |
| 1989      | Vicente Aparicio      | Félix García Casas    |                        |  |  |
| 1990      | Fedor Gelin           | Oleg Kozlitine        |                        |  |  |
| 1991      | Alberto Ortiga        |                       | Jacob Viladoms         |  |  |
| 1992      | Sergei Savinotschkin  |                       | Francisco Cerezo       |  |  |
| 1993      | Sergei Suleimanov     | Antonio Civantos      | Luis Pérez Rodríguez   |  |  |
| 1994      | Manuel Beltrán        | Blas Giner León       | Raido Kodanipork       |  |  |
| 1995      | Eligio Requejo        | Jacob Viladoms        | Javier Otxoa           |  |  |
| 1996      | Thierry Elissalde     | Serguei Gritchenko    | Manuel Guevara         |  |  |
| 1997      | Denis Menchov         | Marc Prat             | Stive Vermaut          |  |  |
| 1998      | José Urea             | Frederic Ivars        | Manu L'Hoir            |  |  |
| 1999      | Thorwald Veneberg     | Frederic Ivars        | Ricardo Otxoa          |  |  |
| 2000      | Miguel Alandete       | Roger Lucía           | Vladimir Karpets       |  |  |
| 2001      | Alexander Rotar       | Hector Toledo         | Volodymyr Savchenko    |  |  |
| 2002      | Jesús Ramírez         | Santiago Segú Pombo   | Tomás Lloret           |  |  |
| 2003      | Javier Reyes          | Jukka Vastaranta      | Iban Latasa            |  |  |
| 2004      | Antonio Arenas        | Kanstantsin Siutsou   | Fernando Serrano       |  |  |
| 2005      | Branislau Samoilau    | Pavel Brutt           | Vicente Peiró          |  |  |
| 2006      | Mikhail Ignatiev      | Manuel Jesús Jiménez  | Pavel Brutt            |  |  |
| 2007      | Francis De Greef      | Klaas Sys             | Alessandro Bisolti     |  |  |
| 2008      | Lars Boom             | Carlos Ibáñez         | Wout Poels             |  |  |
| 2009-2013 | pas de course         | pas de course         | pas de course          |  |  |
| 2014      | Adrià Moreno          | Juan de Dios González | José Guillén           |  |  |
| 2015      | Artem Samolenkov      | Dmitri Strakhov       | Jorge Arcas            |  |  |
| 2016      | Óscar Linares         | Elías Tello           | Jorge Bueno            |  |  |
| 2017      | Nícolas Sessler       | Iván Martínez         | Iñaki Gozálbez         |  |  |
| 2018      | Txomin Juaristi       | Reinier Honig         | Eusebio Pascual        |  |  |